# Konsonantencluster
Das Konsonantencluster (auch Konsonantenhäufung) bezeichnet in der Linguistik die Aufeinanderfolge zweier oder mehrerer Konsonantenphoneme. So handelt es sich in der deutschen Sprache bei der Phonemfolge /ʃpr/ in dem Wort Sprache um ein Konsonantencluster. Ein Konsonantencluster aus zwei Konsonanten in derselben Silbe heißt auch Doppelkonsonanz.
Die Konsonantencluster, die in einer bestimmten Sprache zulässig sind, folgen bestimmten Regeln. Diese werden in der phonologischen Teildisziplin Phonotaktik beschrieben
und entsprechend phonotaktische Regeln genannt.

## Cluster von Konsonanten

### Phonetik von Konsonantenclustern im Deutschen
Phonetisch kann man vier Typen von Konsonantenclustern unterscheiden:
- Cluster, die am Silbenanfang auftreten (Beispiel: [ʃpʀ] in Sprache)
- Cluster, die im Silbengelenk oder am Silbenende auf Kurzvokale folgen ([ʁçt] in Furcht)
- Cluster, die im Silbengelenk oder am Silbenende auf Langvokale folgen ([dl] in Adler)
- Cluster, die in Beugungsformen von Verben und Adjektiven auftreten und keinen Einfluss auf die Vokallänge haben ([lst] in fühlst, füllst und am kühlsten)

### Orthographie bestimmter Konsonantenphonemverbindungen in der deutschen Sprache
Schrift- und Lautebene werden im Alltagsverständnis oft nicht auseinandergehalten. So erscheinen manche Verbindungen von Konsonantenphonemen in der deutschen Sprache nicht als Verbindungen von Konsonanten auf der graphematischen Ebene.
Bei den Konsonantenbuchstaben x bzw. z handelt es sich um Konsonantencluster der zwei Konsonantenphoneme /⁠k⁠/ und /⁠s⁠/ bzw. /⁠t⁠/ und /⁠s⁠/. Die Lautverbindung /ks/ wird also in diesem Fall durch ein Graphem, d. h. durch einen einzigen Buchstaben, nämlich x dargestellt, die Lautverbindung /⁠ts⁠/ durch das Graphem z.
Für solche Konsonantenphonemhäufungen, die nur einem Graphem entsprechen, gibt es bislang keinen feststehenden Begriff (in Analogie zu Di-, Trigraphen usw., vgl. unten).
Zuweilen bezeichnet man Konsonantenphonemverbindungen aus Plosiv und Frikativ als homorgane oder heterorgane Affrikaten.

### Sprachvergleich
Das Deutsche ist relativ reich an Konsonantenclustern. Manche anderen Sprachen kennen viel mehr davon, beispielsweise westslawische Sprachen wie Polnisch, Tschechisch und Slowakisch, oder südkaukasische Sprachen wie Georgisch. Die einzigen Konsonantencluster im Hochchinesischen sind die sechs leicht verwechselbaren Anlaut-Affrikaten:
- [tɕ] (Beispiel: 教, Pinyin: jiào, Unterricht)
- [tɕʰ] (秋, qiū, Herbst)
- [ts] (字, zì, Zeichen)
- [tsʰ] (此, cǐ, dies)
- [tʂ] (中, zhōng, Mitte)
- [tʂʰ] (春, chūn, Frühling)

Der im Auslaut vorkommende Nasal [ŋ] ist ‒ obwohl er in der Pinyin-Umschreibung als <ng> dargestellt wird ‒ ein einzelner Konsonant. Im Auslaut besitzt das Hochchinesische insofern überhaupt keine Konsonantencluster.

## Cluster von Konsonantenbuchstaben (Mehrgraphen) im Deutschen

### Mehrgraphen, die einem einzigen Laut entsprechen
Während der Begriff Konsonantencluster eine Folge von Konsonantenphonemen bezeichnet, wird zuweilen der deutsche Begriff Konsonantenhäufung auch dazu benutzt, um die Aufeinanderfolge zweier Konsonantenbuchstaben, d. h. Mehrgraphen zu benennen, die eigentlich nur einem einzigen Phonem entsprechen. Beispiel hierfür ist das Wort bitte, ausgesprochen /ˈbɪtə/.
Die Regeln, aufgrund dessen das Wort bitte mit einem Doppelkonsonanten geschrieben
wird, werden unter anderem in der Graphotaktik untersucht.
- Beispiel: singen. Bei ng handelt es sich um zwei aufeinander folgende Konsonantenbuchstaben bzw. Konsonantengrapheme. Diese bilden eine graphematische „Konsonantenhäufung“ (Konsonantenbuchstabenhäufung oder Konsonantengraphemhäufung) des Deutschen. Diese Lautverbindung entspricht in diesem Fall einem einzigen Laut (dem Phonem /⁠ŋ⁠/), d. h., es handelt sich hier nicht um ein Konsonantencluster im eigentlichen (lautlichen) Sinne des Wortes, sondern um einen Digraphen.

Bei Buchstabenhäufungen, die nur einem einzigen Phonem (Konsonanten- oder Vokalphonem) entsprechen, spricht man generell von Mehrgraphen.
Je nach Anzahl der Buchstaben, die benutzt werden, um ein einziges Phonem, d. h. einen einzigen Laut darzustellen, spricht man von Di- oder Trigraphen.
Beispiele deutscher Di- bzw. Trigraphen:
- sch entspricht dem Phonem /⁠ʃ⁠/ in dem Wort Schule.
- ph entspricht dem Phonem /⁠f⁠/ in dem Wort Graphem.
- pp entspricht dem Phonem /⁠p⁠/ in dem Wort Lappen.
- ie entspricht dem Phonem /iː/ in dem Wort Liebe.
- ch entspricht dem Phonem /⁠x⁠/ in dem Wort Bach.

### Typen von Mehrgraphen
Graphemisch kann man im Deutschen vier Typen von Clustern aus Konsonantenbuchstaben unterscheiden:
- Cluster, die am Silbenanfang auftreten (Beispiel: str in Strumpf)
- Cluster, die im Silbengelenk oder am Silbenende stehen und anzeigen, dass der vorausgehende Vokal kurz gesprochen wird (ckt in nackt [nakt])
- Cluster, die im Silbengelenk oder am Silbenende stehen und anzeigen, dass der vorausgehende Vokal lang gesprochen wird (gd in Magd [maːkt])
- Cluster, die im Silbengelenk oder am Silbenende von Beugungsformen von Verben und Adjektiven auftreten (ßt in grüßt und größte)

### Die Mehrgraphen im Einzelnen
Hier eine Übersicht über typische Mehrgraphen und Cluster von Konsonantenbuchstaben im Deutschen. Mehrgraphen, die nur in Wörtern nicht-germanischer Herkunft (Lehn- und Fremdwörtern) vorkommen, sind violett formatiert.
| Anlaut                                           | Anlaut                                                                                   | Silbengelenk/Auslaut | Silbengelenk/Auslaut |
| Cluster                                          | Beispiele                                                                                | Cluster | Beispiele |
| ------------------------------------------------ | ---------------------------------------------------------------------------------------- | --- | --- |
| bl, br                                           | blau, Brot                                                                               | bb, bs, bsch, bst, bt | Krabbe, Krebs, hübsch, Obst, Abt |
| ch, chl, chr                                     | Chor, Chlor, Chrom                                                                       | ch, chs, cht, ck, ckt | lachen, Fuchs, acht, Mücke, nackt |
| dr, dw                                           | drei, Dwog                                                                               | dd, dm, dt | Widder, widmen, Stadt |
| fl, fr                                           | fliegen, frei                                                                            | ff, ffn, ft | hoffen, öffnen, oft |
| gl, gn, gr                                       | glatt, Gnade, grau                                                                       | gd, gg, gl, gm, gn, gr, gs, gt                                                                                                   | Magd, Egge, jeglich, Dogma, leugnen, Pogrom, flugs, Vogt |
| kh, khm, kl, kn, kr                              | Khaki, Khmer, klein, Knie, Kreide                                                        | kl, kn, kr, ks, kt | Zyklus, Akne, Okra, Koks, Akt |
|                                                  |                                                                                          | lb, lch, ld, lf, lg, lk, ll, lm, ln, lp, ls, lsch, lt, lv, lz                                                                    | gelb, Milch, Gold, elf, folgen, welk, alle, Ulme, bügeln, Welpe, als, falsch, Welt, Salve, Pilz |
|                                                  |                                                                                          | mb, md, mm, mn, mp, mpf, mph, mphl, ms, msch, mt                                                                                 | Bombe, Hemd, Lamm, Hymne, Lampe, Dampf, Triumph, Pamphlet, Wams, Ramsch, samt |
|                                                  |                                                                                          | nch, nd, nf, nft, ng, ngl, ngs, ngst, nk, nkt, nn, ns, nsch, nst, nt, nx, nz                                                     | Mönch, Hund, Hanf, Zunft, lang, Angler, allerdings, Angst, Dank, Punkt, rennen, Linse, wünschen, Gunst, bunt, Sphinx, Tanz                                                                           |
| pf, pfl, pfr, pl, pn, pr, ps                     | Pfau, Pflaume, Pfropfen, platt, pneumatisch, Preis, Psalm                                | pl, pp, ps, psch, pst, pt | Diplom, Lippe, Kapsel, grapschen, Papst, Haupt |
| ph, phl, phr                                     | Physik, Phlox, Phrase                                                                    | ph, phth | Graphik, Diphtherie |
|                                                  |                                                                                          | rb, rbs, rbst, rch, rcht, rd, rf, rft, rg, rk, rkt, rl, rm, rn, rnst, rnt, rp, rph, rpt, rr, rrh, rs, rsch, rst, rt, rv, rz, rzt | Narbe, Erbse, Herbst, horchen, Furcht, Erde, scharf, Werft, arg, Werk, Markt, Perle, Turm, Kern, ernst, Ernte, Erpel, Morphium, Exzerpt, wirr, Myrrhe, Hirse, Hirsch, Forst, Wort, Kurve, Herz, Arzt |
| rh                                               | Rheuma, Rhythmus                                                                         | rh | Katarrh |
| sk, skl, skr, sl, sp, sph, spl, spr, st, str, sz | Skat, Sklave, Skrupel, slawisch, Spiel, Sphäre, Splitter, sprechen, steil, Strafe, Szene | sk, sp, sph, ss, st | Muskel, Wespe, Phosphor, nass, Husten |
| sch, schl, schm, schn, schr, schw                | schön, Schlange, schmal, Schnee, schräg, schwarz                                         | sch, scht | rasch, Gischt |
| th, thr                                          | Thema, Thron                                                                             | th, thl, thn | Mathematik, Athlet, ethnisch |
| tr                                               | treu                                                                                     | tm, ts, tsch, tt, tw, tz, tzt | atmen, stets, deutsch, Bett, Witwe, Katze, jetzt |
| vl                                               | Vlies                                                                                    | | |
| wr                                               | wringen                                                                                  | | |
|                                                  |                                                                                          | xt | Axt |
| zw                                               | zwei                                                                                     | | |

Nicht berücksichtigt sind in der Tabelle Beugungs- und Ableitungsformen von Wörtern sowie Komposita. Dort sind viele weitere Cluster von Konsonantenbuchstaben möglich. Auch Verbindungen, die ein Dehnungs-h enthalten, sind nicht berücksichtigt.
(Achtet man nur auf die bloße Abfolge von Konsonantenbuchstaben, so lassen sich beliebte Sprachspielereien anstellen, z. B. "Welches deutsche Wort hat die meisten aufeinanderfolgenden Konsonantenbuchstaben?": Im Duden ist eines der deutschen Wörter mit der längsten Folge von Konsonantenbuchstaben Angstschweiß mit 8 Konsonantenbuchstaben in Folge.) 
Nicht berücksichtigt sind weiterhin historische Schreibformen. So hatte zum Beispiel das Barock eine Vorliebe für üppige Häufungen von Konsonantenbuchstaben (gantz, Vernunfft, dencken), die sich jedoch (außer in Familien- und geografischen Namen und in von diesen abgeleiteten Begriffen wie Bismarckhering, Wurtzit) nicht erhalten haben.